# Patrick Muglia
Patrick Muglia es un regatista estadounidense.
En 1981 ganó el campeonato del mundo de la clase snipe como tripulante de Jeff Lenhart, con quien también ganó la medalla de oro en los Juegos Panamericanos de 1983.
Como universitario, compitió en la ICSA y fue campeón nacional por equipos en 1985 con la Universidad del Sur de California, donde estudió  ciencias empresariales y comunicación. Es miembro del salón de la fama de esta universidad. También en 1985 ganó el Campeonato de Estados Unidos de la clase Snipe con Steve Rosenberg.
Participó en los Juegos Olímpicos de Seúl 1988, en la clase Tornado como tripulante de Pete Melvin.